# Raphaela Richter
Raphaela Richter (* 1997) ist eine deutsche Mountainbikerin und Deutsche Meisterin in zwei Disziplinen (Enduro und Downhill). Aktuell ist Raphaela Richter auf Crossworx Bikes aus Rudolstadt unterwegs.

## Karriere
Im Alter von fünf Jahren begann Richter mit dem Mountainbikesport in der olympischen Disziplin CrossCountry (XC).
Im Jahr 2021 bildete sie zusammen mit Tanja Naber das offizielle EWS-Team Juliana Free Agents. Im Jahre 2022 wechselte Raphaela für zwei Jahre zum IBIS Enduro Team, bevor sie 2024 zum Trailblazers-Enduro Team gewechselt ist.
Für die Saison 2025 ist Raphaela nun zum deutschen Fahrradrahmenhersteller Crossworxcycles gewechselt und bestreitet die Saison mit vorrangig lokalen Sponsoren.

## Erfolge
2024
- Enduro Deutsche Meisterschaft – D[8]
- Downhill Deutsche Meisterschaft – D[9]

2023
- Enduro Deutsche Meisterschaft – D

2022
- Enduro Deutsche Meisterschaft – D

2021
- Enduro Deutsche Meisterschaft – D

2020
- 6. UCI-Mountainbike-Weltmeisterschaften Downhill[10]

2019
- Downhill Deutsche Meisterschaft – D
- 4Cross Deutsche Meisterschaft – D
- Enduro Deutsche Meisterschaft – D

2018
- 4Cross Deutsche Meisterschaft – D

2018
- Enduro Deutsche Meisterschaft – D
- 4Cross

2017
- Downhill Deutsche Meisterschaft – D
- Enduro Deutsche Meisterschaft – D

2016
- Enduro Deutsche Meisterschaft – D
- U21 Enduro World Series Champion